# Brecht Warnez
Brecht Warnez (Tielt, 17 januari 1989) is een Belgisch politicus voor CD&V, Vlaams volksvertegenwoordiger en schepen in Wingene. 

## Biografie

### Academische loopbaan
Brecht Warnez studeerde rechten aan de Universiteit Gent. In 2012 behaalde hij zijn masterdiploma en daarna was hij van 2012 tot 2018 academisch assistent en doctorandus aan de vakgroep Bestuursrecht van de universiteit. In 2018 promoveerde hij tot doctor in de rechten met zijn proefschrift De diffuse lokale bestuurlijke ordehandhaving in Vlaanderen. Een kritische analyse van de actoren en hun bevoegdheden. 
Als academicus specialiseerde Warnez zich binnen de vakgroep Europees, Publiek- en Internationaal Recht (vakgebied Bestuursrecht) in het recht van lokale besturen, het bestuurlijk ordehandhavingsrecht en het algemeen bestuursrecht. Aan de UGent is hij sinds 2018 tevens docent Bestuursrecht, een functie waarin hij lokale besturen opvolgt en begeleidt. Bovendien is hij redactielid  van het Tijdschrift voor Gemeenterecht en auteur van o.a. het Zakboekje Gemeenterecht.

### Lokale politieke loopbaan
Net als zijn grootmoeder en vader engageerde Brecht Warnez zich in de politiek. In 2009 werd hij voorzitter van JONGCD&V-afdeling van Wingene-Zwevezele. Bij de gemeenteraadsverkiezingen van 14 oktober 2012 werd hij voor de CD&V verkozen tot gemeenteraadslid van Wingene. Op 1 september 2016 werd de toen 27-jarige Warnez de jongste schepen in Wingene. Bij de lokale verkiezingen van 2018 behaalde hij met 2.202 voorkeurstemmen de op een na hoogste persoonlijke score in Wingene. Op 1 januari 2019 werd hij opnieuw schepen met de bevoegdheden milieu, klimaat en duurzaamheid, communicatie en participatiebeleid, IT en administratieve vereenvoudiging en tot 2021 toerisme en recreatie. In januari 2021 nam hij de bevoegdheid cultuur en bibliotheek op zich. 
Bij de gemeenteraadsverkiezingen van oktober 2024 werd Warnez initieel met 3.053 voorkeurstemmen herkozen in Wingene, dat op 1 januari 2025 ging fuseren met Ruiselede. Door een administratieve fout bleken honderden voorkeursstemmen van de partij cd&v wzr-rkd echter niet meegeteld te zijn, waardoor werd overgegaan tot een hertelling van de stemmen. Hierbij bleek Warnez 3.510 voorkeurstemmen te hebben gekregen, 39 meer dan uittredend burgemeester Lieven Huys. Conform het hernieuwde lokale kiesdecreet kon Warnez het burgemeesterschap opeisen, maar er werd besloten om Lieven Huys nog tot 1 juni 2028 burgemeester zou blijven, waarna Warnez hem zou opvolgen. Voor het zover was, werd Warnez begin 2025 eerste schepen, bevoegd voor cultuur, bibliotheek, erfgoed, milieu, natuur, klimaat en energie, ruimtelijke ordening, flankerend onderwijs, communicatie en inspraak en participatie.

### Vlaams Parlement
Bij de verkiezingen van 26 mei 2019 stond Warnez als eerste opvolger op de West-Vlaamse CD&V-lijst voor het Vlaams Parlement. Hij behaalde 11.164 voorkeurstemmen. In oktober 2019 werd hij effectief Vlaams Parlementslid in opvolging van Hilde Crevits, die Vlaams minister werd. Bij de verkiezingen van 9 juni 2024 behaalde Warnez van op de vierde plaats op de West-Vlaamse CD&V-lijst maar liefst 17.518 stemmen. Hij was daarmee de vijfde populairste West-Vlaamse politicus in het Vlaams Parlement. In het Vlaams Parlement volgt hij naast de West-Vlaamse dossiers ook thema's als Binnenlands Bestuur, Onderwijs en Mobiliteit van nabij op. Sinds oktober 2024 is hij er ondervoorzitter van de commissie Binnenlands Bestuur en Inburgering.